# Cane da pastore belga (Laekenois)
Il cane da pastore belga Laekenois è una delle varietà del pastore belga, una razza canina di cane da pastore riconosciuta dalla FCI (standard N. 15, Gruppo 1, Sezione 1).
Escludendo lo standard di razza, ha molte caratteristiche in comune con le altre tre varietà: il Groenendael, il Malinois ed il Tervueren.

## Storia
Il pastore belga deriva da quel ceppo di cani che popolava le zone adibite a pascolo nell'Europa nord-orientale; i suoi progenitori sono quindi i medesimi del pastore tedesco. Il professor Reul e i suoi collaboratori Bernaert e Van der Snick, studiosi della scuola veterinaria di Cureghen, in Belgio, hanno dato vita alla prima selezione della razza come la conosciamo oggi. Il 29 settembre 1891 venne fondato, a Bruxelles, da un gruppo di appassionati, agricoltori e pastori, il Club du Chien de Berger Belge. Il 15 novembre 1891 riuscirono a riunire, nel primo raduno della razza, un gruppo di un centinaio di cani, sui quali Reul e gli altri cominciarono ad operare la loro selezione. Il 20 marzo 1894 venne depositato il primo standard di razza, che costituì la base per poter iniziarne l'allevamento.
Negli anni a venire tra gli allevatori ci furono notevoli disaccordi, che esistono ancora oggi, su quali fossero le varietà da preferire alle altre, deludendo quindi gli allevatori delle varietà scartate. Quindi, ci furono diverse scissioni dal club ufficiale, che portarono a salvarne alcune, ma, in pratica, crearono molta confusione.
Ancora oggi, al di fuori della FCI, ci sono nazioni che, rispetto allo standard ufficiale delle quattro varietà, ammettono alcune modifiche sia nei colori che nel tipo di pelo, ma, chiaramente, queste varietà non prendono premi nelle manifestazioni ufficiali internazionali.
Lo standard attuale è lo Standard FCI N° 15 /22.06.2001/F pubblicato il 13 marzo 2001, rimasto quasi invariato dal 1974, anno in cui sono stati vietati gli accoppiamenti tra varietà diverse, salvo casi particolari con deroga da parte della commissione di allevamento competente.

## Descrizione
La coda è ben piazzata, forte alla base, di lunghezza media. I colori ammessi sono il fulvo con carbonature principalmente al muso ed alla coda. Un po' di bianco è tollerato al petto ed alla punta delle dita. Ciò che soprattutto caratterizza questa varietà è lo stato di ruvidezza e di secchezza del pelo, che, inoltre, si presenta arruffato. La lunghezza del pelo è quasi uguale in tutte le parti del corpo; tale lunghezza è di circa 6 cm. Né i peli intorno agli occhi, né quelli che guarniscono il muso dovranno essere tanto sviluppati da dare alla testa l'aspetto del “Barbet” o del pastore di Brie. Pertanto è obbligatoria la presenza della guarnizione del muso. Gli occhi sono di grandezza media, la forma è leggermente a mandorla, di colore brunazzo, preferibilmente scuro. Le orecchie sono di apparenza nettamente triangolare, rigide e dritte, attaccate alte, di lunghezza proporzionata, conchiglia ben arrotondata alla base. La testa è ben cesellata, lunga, a senza esagerazione e asciutta. Cranio e muso di uguale lunghezza. Muso di lunghezza media. Canna nasale dritta con assi cranio-facciali paralleli. Labbra di pelle sottile. Guance ben piatte anche se muscolose. Stop moderato, arcate sopracciliari non prominenti. Cranio di lunghezza media.

## Carattere
È una razza molto duttile e versatile con grande efficacia nei compiti più svariati: per la guardia, la difesa, la guida per non vedenti, come cane da catastrofe, da valanga, da compagnia e, naturalmente, da pastore. Il pastore Belga è un cane vigile e attivo, ricco di vitalità e sempre pronto all'azione. Ottimo per la guardia delle proprietà e di tutte le cose considerate sotto la sua custodia, è anche un tenace difensore del suo proprietario. Il suo temperamento vivo e vigile, unito al suo carattere sicuro, senza alcuna paura né aggressività, deve sempre apparire dall'atteggiamento del corpo e dall'espressione fiera ed attenta dei suoi occhi brillanti.

## Cure
Durante la crescita non sono necessarie cure particolare: è sufficiente alimentarlo con una dieta bilanciata che, per definizione, non richiede alcuna integrazione, specie di sali di calcio. Per quanto riguarda il mantello deve essere spazzolato ogni due-tre settimane e togliere allo stesso tempo il pelo morto, specie nel corso della stagione estiva.

## Consigli
Il pastore belga è un cane fondamentalmente nevrile. Per questo motivo ha bisogno, più di altre razze, di una persona che sappia imporsi al suo fianco come capobranco indiscusso. È dunque importante avere con lui polso fermo e procedere ad una buona educazione di base. Si raccomanda anche un eventuale corso di addestramento, per mettere ben in luce tutte le sue potenzialità

## Diffusione
Nel 2016 sono risultati iscritti al libro genealogico dell'ENCI 1027 soggetti, in tutte le sue varietà.

## Adatto per...
È un cane che può essere usato per la difesa personale. È scattante, veloce, attento, brillante, sa discernere le situazioni e agire di conseguenza. È coraggioso e generoso e quando attacca non molla la presa neppure se sollevato in aria.
Può essere usato come cane per non vedenti, vista la sua estrema dolcezza e delicatezza nei rapporti col padrone. Per sua natura è un segnalatore, per cui è un cane che abbaia. Più che avventarsi di sua iniziativa sull'intruso, avvisa il padrone e aspetta ordini. È un cane molto affidabile. Amante dell'acqua e dei bambini ama giocare a lungo con la pallina o con l'acqua, nella quale sguazza felicemente. Coi bambini è delicatissimo, docile e molto paziente. Necessita di cure visto il pelo lungo, va spazzolato spesso.
Come cane da compagnia è fantastico ma ha bisogno di spazio.
Mai chiuderlo in un recinto per lunghi periodi. Non è un cane che si adatta alla restrizione. È uno spirito libero, allegro e felice e desidera esprimere la sua gioia stando vicino al padrone.
Di recente viene anche utilizzato come cane da ricerca di persone sepolte da crolli, terremoti, frane ecc. avendo dato ottimi risultati.
È efficiente anche nell'agility.
- Compagnia
- Guardia
- Difesa
- Agility dog
- Fly ball
- Freestyle
- Obedience
- Protezione civile

## Non adatto per...
È fortemente sconsigliato a chi non sa approcciarsi con un cane con un carattere forte come il belga. È sconsigliato a persone deboli di carattere, perché ne farebbero un cane disordinato e male educato, il quale potrebbe dare problemi di gestibilità. Questo vale per tutte le 4 varianti di pastore belga, sopra tutto per il Malinois.
È sconsigliato vivamente a chi volesse acquistare un pastore belga per tenerselo a casa.
Il pastore belga è un cane che deve correre, correre e correre. È necessario un ampio giardino.
È sconsigliato a persone anziane, perché non avrebbero la forza fisica per sostenere le sue esuberanze, considerato che il pastore belga ama stare sulle zampe posteriori in piedi per abbracciare il suo padrone, potrebbe diventare pericoloso.